# Три доби після безсмертя
«Три доби після безсмертя» (рос. «Трое суток после бессмертия») — український радянський художній фільм 1963 року режисера Володимира Довганя. Виробництво кіностудії імені Олександра Довженка. Прем'єра відбулася 21 грудня 1963. Премія Всесоюзного кінофестивалю в м. Ленінграді, 1963.
Фільм присвячений обороні Севастополя в роки німецько-радянської війни.

## Сюжет
250 день оборони міста. Запасів майже не залишилося, без допомоги і підтримки захисники приречені на смерть. Бійці планують з боями прорватися до моря, але радянські війська залишили місто і солдати розуміють, що вони залишилися покинутими…

## У ролях
- Володимир Заманський —  Гайовий, капітан-лейтенант
- Микола Крюков —  Захар Прохоров
- Георгій Юматов —  Микола Баклан
- Геннадій Юхтін —  Сеня Колишкін, матрос
- Олександр Мовчан —  Остап Романчук
- Галина Ляпіна —  Ольга
- Лілія Калачова —  Павлинка
- Альберт Акчурин —  Пчолкін
- Леонід Данчишин —  боєць загону
- Михайло Семеніхін —  матрос
- Іра Пухтеева —  сестричка
- Вітя Власов —  братик
- Гена Кенжехан-Ули —  епізод
- Сергій Кулинич —  епізод
- Віктор Колодний —  епізод
- Валерій Мишастий —  епізод

## Творча група
- Автор сценарію: Костянтин Кудієвський
- Режисер-постановник: Володимир Довгань
- Оператор-постановник: Вадим Верещак
- Композитор: Юрій Щуровський
- Директор картини: Олексій Ярмольський